# Amtsgericht Wettin
Das Amtsgericht Wettin war ein Gericht der ordentlichen Gerichtsbarkeit in Wettin.

## Geschichte
Von 1849 bis 1879 bestand in Wettin die Gerichtskommission Wettin des Kreisgerichtes Halle/Saale. Im Rahmen der Reichsjustizgesetze wurden reichsweit einheitlich Oberlandes-, Land- und Amtsgerichte gebildet. Das königlich preußische Amtsgericht Wettin wurde mit Wirkung zum 1. Oktober 1879 als eines von 16 Amtsgerichten im Bezirk des Landgerichtes Halle im Bezirk des Oberlandesgerichtes Naumburg gebildet. Der Sitz des Gerichtes war die Stadt Wettin. Sein Gerichtsbezirk umfasste aus dem Mansfelder Seekreis die Amtsbezirke Salzmünde und Zappendorf und aus dem Saalkreis den Stadtbezirk Wettin, den Amtsbezirk Domäne Wettin, dem Amtsbezirk Brachwitz außer den Gemeindebezirken Beidersee, Möderau, Morl und Sylbitz sowie aus dem Amtsbezirk Rothenburg die Gemeindebezirke Deutleben, Dobis, Dössel und Neutz. Am Gericht bestand 1880 eine Richterstelle. Das Amtsgericht war damit ein kleines Amtsgericht im Landgerichtsbezirk.
In Folge der Weltwirtschaftskrise wurden 60 Amtsgerichte auf Grund von Sparverordnungen aufgehoben. Mit der Verordnung über die Aufhebung von Amtsgerichten vom 30. Juli 1932 wurde das Amtsgericht Wettin zum 30. September 1932 aufgehoben und sein Sprengel auf die Amtsgerichte Halle (Saale), Könnern und Löbejün aufgeteilt.